# میخایل لاورنتیف
 میخایل لاورنتیف (روسی: Михаи́л Алексе́евич Лавре́нтьев؛ زاده ۱۹ نوامبر ۱۹۰۰ درگذشته ۱۵ اکتبر ۱۹۸۰) یک دانشمند اهل اتحاد جماهیر شوروی سوسیالیستی بود.